# Tecão
Roberto Franqueira, mais conhecido como Tecão (Bauru, 10 de maio de 1952), é um ex-futebolista brasileiro que atuava como zagueiro.

## Carreira
Revelado pelo Noroeste, fez parte das seleções brasileiras de amadores nas campanhas dos Jogos Pan-Americanos de 1975 (em que conquistou a medalha de ouro, dividida com o México) e das Olimpíadas de 1976.
Em janeiro de 1975, foi vendido para o Saad por 200 mil cruzeiros e se destacou no Campeonato Paulista daquele ano.
Tecão chegou ao São Paulo ainda em 1975, por 600 mil cruzeiros, tendo sido o terceiro jogador adquirido pelo Tricolor do clube sulsancaetanense naquele ano.
Em 1977, foi titular durante boa parte da campanha são-paulina que terminou com o título, tendo, inclusive, atuado na decisão, contra o Atlético Mineiro, no Mineirão, quando foi considerado um dos melhores jogadores em campo.
Teve passagens por Santa Cruz e Coritiba, antes de transferir-se para o Bangu, em 1982. Ficou em Moça Bonita até 1984 e, no ano seguinte, estava no America para o Campeonato Brasileiro.

## Títulos
São Paulo
- Campeonato Brasileiro: 1977[1]

Seleção Brasileira
- Jogos Pan-Americanos: 1975
- Torneio Pré-Olímpico: 1976